# Linha de sucessão ao trono alemão
O Império Alemão e Reino da Prússia foram abolidos em 1918. O primeiro na linha de sucessão desde janeiro de 2013 é Carlos Frederico da Prússia, filho mais velho de Jorge Frederico da Prússia, o atual chefe da Casa de Hohenzollern e monarca titular. A lei de sucessão é a primogenitura agnática.
O chefe da Casa de Hohenzollern é tratado como Sua Alteza Imperial e Real, o Príncipe da Prússia e é o imperador titular do extinto  Império Alemão e rei titular do extinto Reino da Prússia. A família real está bem menor comparando-a com aquela de 1918, já que muitos dos príncipes Hohenzollern  foram destituídos ou se casaram morganaticamente.
Os membros desta família compõem a família real prussiana. Não havia uma família imperial alemã, já que as únicas pessoas com títulos imperiais alemãs eram o imperador, sua consorte, imperatrizes viúvas, o príncipe e a princesa da coroa. Não houve príncipes do Império Alemão, apenas príncipes do Reino da Prússia.
Desde 26 de setembro de 1994, o chefe dos Hohenzollern, da família real da Prússia e monarca titular é Jorge Frederico da Prússia, trineto do último Kaiser.

## Linha de sucessão
- Guilherme II da Alemanha (1859-1941)
  - Guilherme, Príncipe Herdeiro da Alemanha (1882-1951)
    - Guilherme da Prússia (1906–1940)
    - Luís Fernando da Prússia (1907-1994)
      - Luís Fernando da Prússia Jr. (1944-1977)
        - Jorge Frederico da Prússia (n. 1976)
          - (1) Carlos Frederico Franz Alexandre (n. 2013)
          - (2) Luis Ferdinando Cristiano Alberto (n. 2013)

      - (3) Cristiano Sigismundo da Prússia (n. 1946)
        - (4) Cristiano Luís da Prússia (n. 1986)

    - Humberto da Prússia (1909-1950)
    - Frederico da Prússia (1911–1966)
      - Frederico Nicolau (n. 1946)
        - Frederick Nicholas (m. 1990)

      - Andreas (n. 1947) 
        - Friedrich Alexander (n. 1984)

      - Rupert (n. 1955)

  - Adalberto da Prússia (1891-1948)
    - Guilherme Vítor da Prússia (1919-1989)
      - Adalberto Alexandre Frederico Joaquim Cristiano (n. 1948)
        - Alexander Friedrich Wilhelm-Viktor Marcus da Prússia (n. 1984)
        - Christian Friedrich Wilhelm Johannes da Prússia (n. 1986)
        - Philipp Heinrich Adalbert Günther da Prússia (n. 1986)

  - Augusto Guilherme da Prússia (1887-1949)
    - Alexandre Fernando da Prússia (1912-1985)
      - Stephan Alexander Dieter Friedrich da Prússia (1939-1993)

  - Óscar da Prússia (1888-1958)
    - Óscar da Prússia (1915-1939)
    - Burchard da Prússia (1917-1988)
    - Guilherme-Carlos da Prússia (1922-2007)
      - (5) Guilherme Carlos Prússia (n. 1955)
      - (6) Oscar Carlos da Prússia (n. 1959)
        - (7) Oscar da Prússia (n. 1993)
        - (8) Alberto da Prússia (n. 1998)

  - Joaquim da Prússia (1890-1920)
    - Carlos Franz da Prússia (1916-1975)
      - (9) Franz Guilherme da Prússia (n. 1943)
        - (10) Jorge Michael da Rússia (n. 1981)

## Linha de sucessão em novembro de 1918
- Frederico Guilherme III da Prússia (1770-1840)
  - Guilherme I da Alemanha (1797-1888)
    - Frederico III da Alemanha (1831-1888)
      - Guilherme II da Alemanha (1859-1941)
        - (1) Guilherme, Príncipe Herdeiro da Alemanha (1882-1951)
          - (2) Guilherme da Prússia (1906–1940)
          - (3)Luís Fernando da Prússia (1907-1994)
          - (4) Humberto da Prússia (1909-1950)
          - (5) Frederico da Prússia (1911-1966)

        - (6) Eitel Frederico da Prússia (1883-1942)
        - (7) Adalberto da Prússia (1884-1948)
        - (8) Augusto Guilherme da Prússia (1887-1949)
          - (9) Alexandre Fernando da Prússia (1912-1985)

        - (10) Óscar da Prússia (1888-1958)
        - (11) Joaquim da Prússia (1890-1920)
          - (12) Carlos Franz da Prússia (1916-1975)

      - (13) Henrique da Prússia (1862-1929)
        - (14) Valdemar da Prússia (1889-1945)
        - (15) Segismundo da Prússia (1896-1978)

  - Carlos da Prússia (1801-1883)
    - Frederico Carlos da Prússia (1828-1885)
      - (16) Frederico Leopoldo da Prússia (1865-1931)
        - (17) Frederico Sigismundo da Prússia (1891-1927)
        - Frederico Carlos da Prússia (1893-1917)
        - (18) Frederico Leopoldo da Prússia ( 1895-1954)

  - Alberto da Prússia (1809-1872)
    - Alberto da Prússia (Jr.) (1837-1906)
      - (19) Frederico Henrique da Prússia (1874-1940)
      - (20) Joaquim Alberto da Prússia (1876-1939)
      - (21) Frederico Guilherme da Prússia (1880-1925)